# Куруч Римма Дмитрівна
Римма Дмитрівна Куруч (6 травня 1938, Балово, Горьківська область — 8 липня 2019, Мурманськ) — російський вчений-філолог і педагог, кандидат педагогічних наук (1968), доцент (1991). Спеціаліст в галузі саамські мови, саамських мов, викладач Кільдинська саамська мова, один з авторів першого в світі саамсько-російського словника (1985), керівник обласної авторської групи зі збереження та розвитку саамської мови.
Стояла біля витоків створення Асоціації Кольських саамів (1989 — віце-президент), займалася суспільною діяльністю, очолювала Мурманське відділення Російської партії пенсіонерів (до 2006).

## Біографія
Народилася 6 травня 1938 року в селі Балове Вачського району Горьківської області.
У 1961 році закінчила Більський державний педагогічний інститут (зараз — Бельцький державний університет) за спеціальністю «Російська мова, література та англійська мова»; до 1964 року працювала вчителем у сільських школах Молдови Молдови. У 1967 році закінчила аспірантуру Інституту національних шкіл Російська академія освіти АПН РРФСР і з 1968 по 1975 працювала в Чернівецький національний університет імені Юрія Федьковича (Чернівецькому державному університеті) (з 1971 року).
З 1975 року проживала в Мурманську, де працювала в Мурманському державному гуманітарному університеті, МВІМУ, в Мурманському Секторі саамської мови Інститут мовознавства РАН Інституту мовознавства АН СРСР. З 1976 року — керівник обласної авторської групи зі збереження та розвитку саамської мови; в рамках робіт, що проводяться цією групою, був розроблений Саамська писемність (саамський алфавіт) (1982—1987), написані «Правила орфографії та пунктуації саамської мови» (1995), а також розроблено навчально-методичний комплекс для нульового-третього класів саамської школи (18 посібників, 1990—1991). Брала участь як редактор і одного з авторів у створенні першого у світі саамсько-російського словника, до якого увійшли 8000 слів, 400 прислів'їв і приказок, великий довідковий матеріал. Книга вийшла 1985 року. Керувала лабораторією з саамської мови Арктичного Центру наукових досліджень та експертиз, займалася розробкою основ нормативної саамської мови.
У 2010 році нагороджена Координаційною Радою Асоціація корінних нечисленних народів Півночі, Сибіру і Далекого Сходу Російської Федерації Асоціації корінних нечисленних народів Півночі, Сибіру і Далекого Сходу медаллю «За вірність Півночі».
Громадська діяльність
На виборах до Державної Думи РФ в 2003 році висувалась від партії пенсіонерів по Мурманському одномандатному округу.
Голова ради Мурманського обласного союзу громадських організацій; заступника голови правління Координаційної ради ветеранських об'єднань при губернаторі Мурманської області; голова правління Мурманської обласної ради ветеранів педагогічної праці. З 1997 року — голова Координаційної Ради громадської організації «Мурманський обласна рада громадських організацій правового захисту та соціальної допомоги». З 2008 року — Голова Ради Мурманської обласної громадської організації «Діти Великої Вітчизняної Війни». З 2012 року — Голова Мурманського регіонального відділення політичної партії «Народжені в СРСР». З 2013 року — Голова Громадської Ради при Міністерстві праці та соціального розвитку Мурманської області. Член «Організаційного комітету з підготовки та проведення святкування 70-х роковин Перемоги у Великій Вітчизняній війні 1941—1945 років та розгрому німецько-фашистських військ у Заполяр'ї».
До жовтня 2006 року була головою Мурманського регіонального відділення Російської партії пенсіонерів. З 2007 року — голова МГО «Пенсіонери Мурмана».